# 布拉德·古休
布拉德·古休（英語：Brad Gushue，1980年6月16日—），加拿大男子冰壶运动员。他曾代表加拿大获得2006年冬季奥运会冰壶比赛男子团体金牌。他也曾两度获得世界青年冰壶锦标赛冠军。